# Sýpka (Mannersdorf am Leithagebirge)
Zámecká sýpka v dolnorakouském městě Mannersdorf am Leithagebirge, náležící původně k tamějšímu zámku, stojí na ulici Jägerzeile čp. 9. 26. února 1979 v ní bylo slavnostně otevřeno městské muzeum, ve kterém byla původně k vidění pouze archeologická expozice; později došlo v roce 1988 k rozšíření o kamenickou a etnografickou sekci. Jsou v něm vystaveny taktéž spolie z předkřesťanského kostela v obci Au am Leithaberge.
Sýpka, náležící k panství Scharfeneck, byla vystavěna roku 1579. Dnešní vzhled odpovídá 2. polovině 17. století. Jedná se o obdélníkové, podsklepené špýcharové stavení s podélnými okny a sedlovou střechou. Interiér, zaklenutý v síních sýpky klenbou, kde se dnes nachází archeologická expozice, je rozdělen do dvou lodí. V nejvyšším patře se nachází trámový strop.